# 3844 Lujiaxi
3844 Lujiaxi è un asteroide della fascia principale. Scoperto nel 1966, presenta un'orbita caratterizzata da un semiasse maggiore pari a 2,7305438 UA e da un'eccentricità di 0,1055200, inclinata di 3,82858° rispetto all'eclittica.